# Batalla de Emsdorf
La Batalla de Emsdorf es un episodio de  la Guerra de los Siete Años. Se libró el 14 de julio de 1760 en Emsdorf en la actual Hesse en Alemania. Se inició unos días después de la victoria francesa de Corbach, el 10 de julio. Las fuerzas aliadas de Hanover, el Reino Unido y Hesse, estaban bajo el mando del Príncipe de Brunswick-Wolfenbüttel y el Príncipe de Hesse-Cassel, y los franceses a las órdenes del barón Glaubitz.

## Fuerzas
La fuerza anglo-hanoveriana consistía en seis batallones de infantería de Hanover-Hesse, algunos jägers de Hanover, los húsares de caballería ligera de Luckner y el 15.º regimiento de Dragones ligeros británicos. La fuerza francesa constaba de cinco batallones de infantería de los regimientos alemanes de Royal-Baviera y Anhalt, un regimiento de húsares y algunas tropas ligeras.

## La batalla
Fue parte de la campaña para interrumpir las líneas de comunicaciones francesas mediante la captura de Marburgo, un depósito de suministros francés. La infantería británico-canadiense cruzó el bosque Speckswinkel sin ser detectada y atacó el campamento francés por sorpresa entre la 1 y las 2 de la tarde, ya que se sabía que a esa hora los franceses estaban almorzando. El combate continuó durante seis horas y terminó con la derrota de los franceses. En particular, el 15.º de húsares del Rey británico hizo muchos prisioneros y se apoderó de dieciséis estandartes, por lo  que fue el primer regimiento que recibió una mención de honor por una batalla.

## Consecuencias
A pesar de este éxito y del de la Batalla de Warburg del 31 de julio, los aliados no lograron su objetivo de tomar la ciudad de Marburgo que estaba en poder de los franceses.